# Vipsania Iulia
Vipsania Julia, teljes nevén Vipsania Julia Agrippina (Kr. e. 19. – Kr. u. 28), Marcus Vipsanius Agrippa és Julia Caesaris legidősebb lánya, Augustus római császár legidősebb unokája, az ifjabb Agrippina és Caligula császár nagynénje.
Kr. e. 6 vagy 5 körül Augustus összeházasította unokatestvérével, Lucius Aemilius Paulusszal (vagy Paullus, consul Kr. u. 1-ben). Paulus apja a triumvir Marcus Aemilius Lepidus unokaöccse, anyja pedig a nagy múltú családból származó Cornelia Scipio volt. Scipio és Julia Caesaris féltestvérek voltak anyjuk, Scribonia révén.
Paulusnak és Juliának két gyermeke született: Aemilia Lepida és Marcus Aemilius Lepidus. Kr. u. 8-ban, Juliát száműzték egy senatorral fennálló viszonya miatt. Egy kis szigetre került, ahol világra hozott egy csecsemőt, ám Augustus megtagadta a gyermeket, és elrendelte, hogy egy hegyoldalba kitéve végezzenek vele. (A senatort is száműzték.)
Kr. u. 14-ben, már Tiberius uralkodása alatt Paulust összeesküvés miatt kivégezték. Julia később újra megházasodott, ám az anyacsászárné, Livia Drusilla mindent megtett mostohalányának családja ellen, amivel viszont kivívta számukra a tömegek együttérzését. Julia száműzetésben halt meg, és még holttestét sem szállították Rómába.